# グアニジノ酢酸
グアニジノ酢酸（guanidinoacetate）またはグリコシアミン（Glycocyamine）は、グリシンのアミノ基がグアニジンに変換された代謝産物である。グリシンアミジノトランスフェラーゼ（EC 2.1.4.1）によってグリシンとアルギニンから合成され、グアニジノ酢酸-N-メチルトランスフェラーゼ（EC 2.1.1.2）によってメチル化されてクレアチンとなる。